# Rio de Janeiro Challenger 2000
Il Rio de Janeiro Challenger 2000 è stato un torneo di tennis facente parte della categoria ATP Challenger Series nell'ambito dell'ATP Challenger Series 2000. Il torneo si è giocato a Rio de Janeiro in Brasile dall'11 al 19 dicembre 2000 su campi in cemento indoor.

## Vincitori

### Singolare
Alexandre Simoni ha battuto in finale  Karim Alami con il punteggio di 6–3, 7–5

### Doppio
- Doppio non disputato